# Сиротинское сельское поселение
Сиротинское сельское поселение — сельское поселение в Иловлинском районе Волгоградской области.
Административный центр — станица Сиротинская.

## Население
| 2010  | 2012  | 2013  | 2014  | 2015  | 2016  | 2017  |
| ----- | ----- | ----- | ----- | ----- | ----- | ----- |
| 1445  | ↘1393 | ↘1339 | ↘1304 | ↘1224 | ↘1196 | ↘1175 |
| 2018  | 2019  | 2020  | 2021  |       |       |       |
| ↘1168 | ↘1137 | ↘1122 | ↘1065 |       |       |       |

## Состав сельского поселения
| № | Населённый пункт | Тип населённого пункта          | Население |
| - | ---------------- | ------------------------------- | --------- |
| 1 | Зимовский        | хутор                           | 0         |
| 2 | Камышинский      | хутор                           | 271       |
| 3 | Сиротинская      | станица, административный центр | ↗1445     |
| 4 | Хмелевской       | хутор                           | 74        |
| 5 | Шохинский        | хутор                           | 208       |

## Местное самоуправление
Глава поселения
- Воронкова Надежда Жиксимбаевна